# ムスチスラヴリ公国
ムスチスラヴリ公国（ロシア語: Мстиславское княжество）はスモレンスク公国の分領公国として成立し、後にリトアニア大公国領となった公国である。首都はムスチスラヴリ（現ベラルーシ・ムスツィスラウ）にあった。

## 歴史
初代のムスチスラヴリ公は1180年に公位に就いたムスチスラフ（後のキエフ大公ムスチスラフ3世）とされる。なお都市・公国名は別のムスチスラフ（キエフ大公ムスチスラフ1世）に由来する。公国領は現ムスツィスラウ地区・チェルィカウ地区・チャヴスィ地区にあたり、ラドムリとリャスノという都市が領域内に存在していた。はじめスモレンスク公国から分離したが、1197年に分領公国としての地位を有しつつ、再びスモレンスク公国に併合された。
13世紀末には既に、西方から拡張してきたリトアニア大公国と、ルーシ諸公国との国境に位置する公国となっていた。1359年にリトアニアのアルギルダスに占領され、リトアニア大公国領となった。公国の統治者はアルギルダスの子のカリガイラ、レングヴェニスへと変遷した。1386年にはスモレンスク公国が奪還を目指し、首都のムスチスラヴリの街を包囲したが、首都近郊のヴィフラ川の戦いでリトアニア軍に破れ、奪還は果たせなかった。このように、公国は国境の戦略的に重要な地であったため、リトアニアならびにポーランドの君主は、モスクワ大公国等に内応・従属することのないよう、ムスチスラヴリの公に対して寛容な政策をとっていた。
1500年 - 1503年のモスクワ・リトアニア戦争 (1500-1503年)では、公国領は戦場となり、大きな被害を受けた。ムスチスラヴリの戦い (1501年)ではリトアニア大公国軍は敗北を喫したが、モスクワ大公国軍はムスチスラヴリを落とすことはできなかった。1514年8月にモスクワ軍が攻め寄せると、ムスチスラヴリ公ミハイルはヴァシーリー3世に服従を誓った。しかし、オルシャの戦いでモスクワ軍が敗北すると、再びリトアニア側へとついた。
1526年、公国領域はリトアニア大公・ポーランド王ジグムント1世の直轄領となり、行政区画としてはスタロストヴォとなった。1566年にはヴォエヴォドストヴォ / 県（ムシチスワフ県）となった。